# Меридијан (Њујорк)
Меридијан (енгл. Meridian) град је у америчкој савезној држави Њујорк.

## Демографија
По попису из 2010. године број становника је 309, што је 41 (-11,7%) становника мање него 2000. године.
| Група             | 2000.       | 2010.       |
| Белци             | 339 (96,9%) | 294 (95,1%) |
| Афроамериканци    | 0 (0,0%)    | 0 (0,0%)    |
| Азијати           | 0 (0,0%)    | 0 (0,0%)    |
| Хиспаноамериканци | 4 (1,1%)    | 7 (2,3%)    |
| Укупно            | 350         | 309         |